# Uwe Rosenbaum

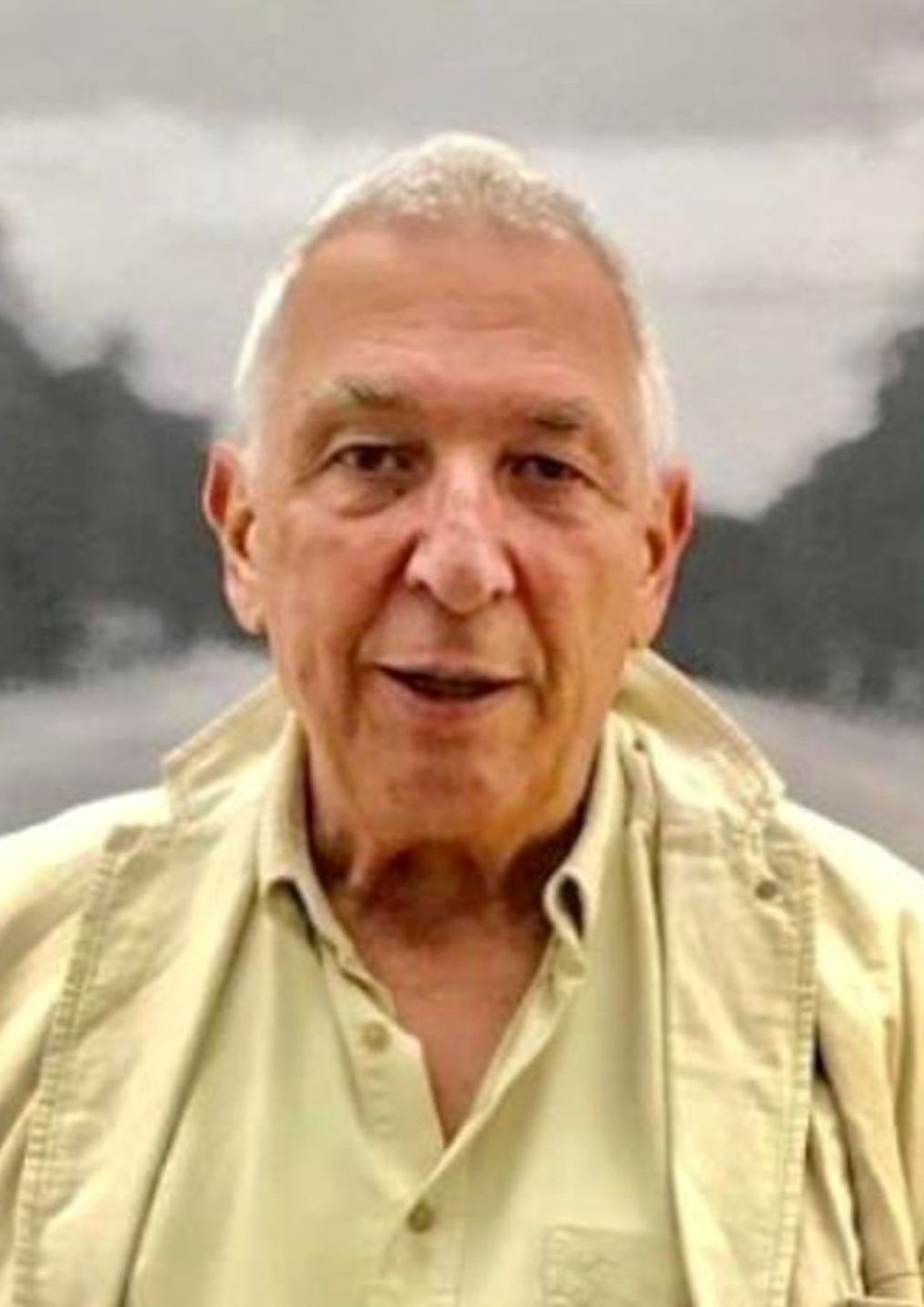
Uwe Rosenbaum

Uwe Rosenbaum (* 7. September 1942 in Suhl) ist ein deutscher Journalist und Medienmanager.

## Leben
Das Studium der Philosophie, Geschichte, Germanistik und Kunstgeschichte in Hamburg und anschließend Theaterwissenschaften und Psychologie in Köln beendete er 1970 mit einer theaterwissenschaftlichen Dissertation. 1965 bis 1971 arbeitete er als freier Regieassistent, Lektor und Autor im WDR-Hörfunk. 1971 ging er als Hörspieldramaturg zum NDR. In dieser Zeit führte er gelegentlich Regie, entwickelte die Hörfunkfamilienserie „Wernicke“ und kooperierte mit dem Schauspielhaus Hamburg und der Hamburger Kunsthalle. 1975 kehrte er zurück zum WDR als Referent des Hörfunkdirektors. An den Universitäten Bielefeld und Bochum übernahm er eine Reihe von Lehraufträgen. 1982 wechselte er als Leiter der Hauptabteilung Bildungs- und Familienprogramm Hörfunk und Fernsehen zum Sender Freies Berlin (SFB). 1995 wurden der Hauptabteilung die Sparten Fernsehspiel und Unterhaltung noch zusätzlich angegliedert. Rosenbaum galt zwar als „der SPD nahe stehend“, war jedoch kein Parteimitglied. 1998 wurde er zum SWR Landessenderdirektor in Rheinland-Pfalz gewählt, zuständig für das Landesprogramm in Hörfunk und Fernsehen, sowie im jährlichen Wechsel mit seinem Kollegen in Baden-Württemberg stellvertretender Intendant des SWR. U. a. betrieb er die Zusammenlegung der Studios Ludwigshafen und Mannheim und den Neuaufbau der Büros in Worms und Traben-Trarbach. Gemeinsam mit dem Intendanten des Saarländischen Rundfunks (SR) Fritz Raff organisierte er die Fusion des Rundfunk-Sinfonieorchesters Saarbrücken mit dem Rundfunkorchester Kaiserslautern zur Deutschen Radio Philharmonie Saarbrücken, der ersten Orchesterfusion innerhalb der ARD. Auf eigenen Wunsch verabschiedete er sich bereits am 31. Mai 2007 in den Ruhestand, und übersiedelte nach Berlin.

## Wirken
Uwe Rosenbaum gilt als ausgewiesener „Kinderfernseh- und Kinderfilm-Experte“, Er war in zahlreichen Gremien Mitglied: u. a. im Förderverein Deutscher Kinderfilm e. V. als Vorstandsmitglied und Sprecher (gemeinsam mit dem Filmregisseur Thomas Draeger) von 1985 bis 1998, als Vorstandsmitglied im Kuratorium junger deutscher Film von 1997 bis 2007, sowie Mitglied des Runden Tisches der evangelischen und katholischen Kirche „Qualitätsfernsehen für Kinder“. Er setze sich intensiv für eine Verbesserung der Förderung und Produktionsbedingungen sowie der Qualitätsverbesserung der Filme für Kinder und Jugendliche ein. Maßgeblich war er z. B. daran beteiligt, dass das Kinderfilmfestival „Goldener Spatz“ ein renommiertes Film- und Fernsehfestival der DDR, durch Gründung einer Stiftung erhalten und ausgebaut werden konnte.
Im Ruhestand intensivierte er sein soziales Engagement. Insbesondere ließ er sich zum engagierten Telefonseelsorger ausbilden, arbeitet seit 2019 zusätzlich für die Hospizbewegung und war u. a. als Mitorganisator des Lesemarathons am Jahrestag der Bücherverbrennung aktiv.

## Schriften (Auswahl)

### Allgemeine Schriften
- Dissertation: Die Gestalt des Schauspielers auf dem deutschen Theater des 19. Jahrhunderts mit der besonderen Berücksichtigung der dramatischen Werke von Hermann Bahr, Arthur Schnitzler und Heinrich Mann. Hochschulschrift Köln 1970
- Das Hörspiel: eine Bibliographie; Texte, Tondokumente, Literatur. Norddeutscher Rundfunk (Hrsg.). Verlag Hans-Bredow-Institut, Hamburg 1974
- „Verpflichtung und Verantwortung: Die SWR Landessenderdirektion“, in: Wirtschaftsstandort Rheinland-Pfalz. EWV Europäischer Wirtschafts-Verlag 2005, ISBN 978-3-938630-05-1, S. 98 ff.
- Mitherausgeber: Wege und Spuren. Verbindungen zwischen Bildung, Kultur, Wissenschaft, Geschichte und Politik. Festschrift für Joachim-Felix Leonhard, Verlag für Berlin-Brandenburg, 2007, ISBN 978-3-86650-001-3.
- „Wirtschaftsberichterstattung im Südwestfunk“, in: Rheinland-Pfalz: Das Wirtschaftsmagazin. 2000, S. 77 ff.
- Mitherausgeber: Weihnachtliche Geschichten. Kontrast Verlag Pfalzfeld, 2006, ISBN 978-3-935286-65-7.

### Kinderfilm
- „Der Kinderkanal: Anspruch – ja, Widerspruch – nein!“ in: Gottberg u. a. (Hrsg.): Kinder an der Fernbedienung, Vistas Verlag Berlin 1997, S. 83 ff.
- „Stichworte, wie Fernsehsendungen für Kinder Medienkompetenz stärken können“ in Schell, Stolzenburg, Theunert (Hrsg.): Medienkompetenz, München KoPäd Verlag 1999, S. 91 ff.
- „10. Runder Tisch Qualitätsfernsehen für Kinder“ in „Käpt'n Blaubär, Schloss Einstein & Co.: Kinderfernsehen in Deutschland“, Reinhard Fischer Verlag, München 2000, ISBN 978-3-88927-255-3, S. 105 ff.
- „Die 90erJahre im Kinderfernsehen der ARD“. In: „Debatte Kinderfernsehen“; Zentralstelle Medien der Deutschen Bischofskonferenz; Gemeinschaftswerk der Evangelischen Publizistik(Hrsg.): Vistas Verlag, Berlin 1998, ISBN 978-3-89158-220-6, S. 159 ff.
- „Medienzukunft. Information und Jugendliche“ in Roters u. a. (Hrsg.): "Information und Informationsrezeption"; Nomos Verlag, Baden-Baden 1999, S. 33 f.
- „Wo geht's lang? Kinderfernsehmacher – Konzepte und Perspektiven“ in Agenda, 1994/14, S. 23 ff.
- „Quote bedroht Kinderprogramm“ in Fernseh-Informationen, 1994/11, S. 79 ff.
- „Überleben am Nachmittag“ in Televizion, 4/1991/1, S. 6 ff. http://www.br-online.de/jugend/izi/deutsch/publikation/televizion/4_1991_1/rosenbaum.pdf

## Hörspiele
- 1968: Arthur Sellings: In Vertretung ... (Regieassistenz) – Regie: Hans Gerd Krogmann (Original-Hörspiel, Science-Fiction-Hörspiel – WDR)
- 1969: Henri Pierre Cami: Zwei Grotesken – Romeo und Julias Sohn – Der Pazifist (Sprecher) – Regie: Manfred Brückner (Hörspiel – WDR)
- 1969: Lise-Lotte Kaven: Kölsch mit Genever (Sprecher: Ein Gast) – Regie: Leopold Reinecke (Mundarthörspiel – WDR)
- 1970: Robert Wolfgang Schnell: Der Fleck auf dem Schuh oder Soll Prometheus gefesselt werden? (Regieassistenz und Sprecher: Schüler) – Regie: Günther Sauer (Originalhörspiel, Science-Fiction-Hörspiel – WDR)
- 1970: Ray Bradbury: Fahrenheit 451 (5. Teil) (Sprecher: Feuerwehrmann) – Regie: Günther Sauer (Hörspielbearbeitung, Science-Fiction-Hörspiel – WDR)
- 1971: Helga M. Novak: Hammelsprung hinkt, Volksmund singt, Maulschelle klingelt nicht. Stereo-Hörspiel (Sprecher) – Regie: Friedhelm Ortmann (Hörspiel – WDR)
- 1971: Karl Richard Tschon: Pat. Neufassung (1. und 3. Teil) (Sprecher: Kellner/Stimme) – Regie: Otto Kurth (Originalhörspiel, Kriminalhörspiel – WDR)
- 1971: Paul Pörtner: Interaktionen (Realisation) – Regie: Paul Pörtner (Originaltonhörspiel – HR/WDR)
- 1971: Jeannine Worms: Vernissagen – Regie: Günther Sauer, Uwe Rosenbaum (Hörspiel – WDR)
- 1971: Günter Herburger: Exhibition oder Ein Kampf um Rom. Hörstück (Sprecher: Techniker) – Regie: Heinz Hostnig (Hörspiel WDR/NDR)
- 1973: Karl Ludwig Costenoble, Max Frisch, Karl Frenzel, August Wilhelm Iffland, Herbert Ihering, Alfred Polgar, Wilhelm Scherer, Friedrich Schiller, Wilhelm Widmann, N. N.: Aus der Hörspielwerkstatt: Der private Willi (Bearbeitung (Wort)) – Regie: N. N. (Hörspielbearbeitung – NDR)
- 1973: Heiner Schmidt: Innerhalb des "Hörspielmagazins": Die Puppe in der Puppe (Sprecher: Assistent) – Regie: Heiner Schmidt (Kurzhörspiel – NDR)
  - Auszeichnung: Preis des Kurzhörspiel-Wettbewerbs 1971
- 1973: Eugen Helmlé: Papa, Charly hat gesagt … (1. Staffel: 22. Folge: Wer im Glashaus sitzt (Die Armen) und 1. Staffel: 24. Folge: Die Reichen) – Regie: Uwe Rosenbaum (Originalhörspiel, Kurzhörspiel – NDR/SR/SWF)
- 1974/75: Ludwig Harig: Aus der Hörspielwerkstatt: Zeit und Raum verschwinden mit den Dingen (7 Teile) Eine mehrteilige Sendefolge über Einstein und das Relative (Co-Autor) – Regie: Heinz Hostnig, Michael Krüger, Johann M. Kamps, Hans Rosenhauer und Ludwig Harig (Originalhörspiel, Originaltonhörspiel – NDR)
- 1975: Autor: ?: Aus der Hörspielwerkstatt: Schulkonflikte. Ein Planspiel niedersächsischer Haupt- und Realschullehrer – Regie: Uwe Rosenbaum (Dokumentarhörspiel – NDR)
- 1979: Dieter Kühn: Hörspielstudio: Galaktisches Rauschen (Sprecher: 7. Wissenschaftler) – Regie: Dieter Kühn (Originalhörspiel, Science-Fiction-Hörspiel, Ars acustica – WDR/HR/SDR)